# 島根県道202号温泉津停車場線
島根県道202号温泉津停車場線（しまねけんどう202ごう ゆのつていしゃじょうせん）は、島根県大田市を通る一般県道である。

## 概要
大田市温泉津町小浜の国道9号交点からJR西日本山陰本線 温泉津駅前を経由して、再び国道9号交点に至る。

### 路線データ
- 起点：大田市温泉津町小浜（国道9号交点）
- 終点：大田市温泉津町小浜（温泉津交差点、国道9号交点）

## 歴史
- 1958年（昭和33年）6月13日 - 島根県告示第525号により認定される。
- 1966年（昭和41年）3月29日 - 島根県告示第426号により終点が変更される[注釈 1]。
- 1972年（昭和47年）頃 - 現行の県道番号に変更される。
- 2005年（平成17年）10月1日 - 邇摩郡温泉津町が大田市の一部になったことにより起終点の地名が邇摩郡温泉津町温泉津大字小浜→大田市温泉津町小浜に変更される。

## 地理

### 通過する自治体
- 島根県
  - 大田市

### 交差する道路
| 交差する道路            | 交差する場所 | 交差する場所        |
| ----------------------- | ------------ | ------------------- |
| 国道9号                 | 温泉津町小浜 | 起点                |
| 島根県道236号温泉津港線 | 温泉津町小浜 |                     |
| 国道9号                 | 温泉津町小浜 | 温泉津交差点 / 終点 |

### 交差する鉄道
- 山陰本線

### 沿線
- 大田警察署 温泉津広域交番
- JR西日本山陰本線 温泉津駅
- 温泉津港
- 温泉津温泉
- 小浜温泉
- 大田市役所温泉津支所